# Lamentaciones de María (húngaro antiguo)

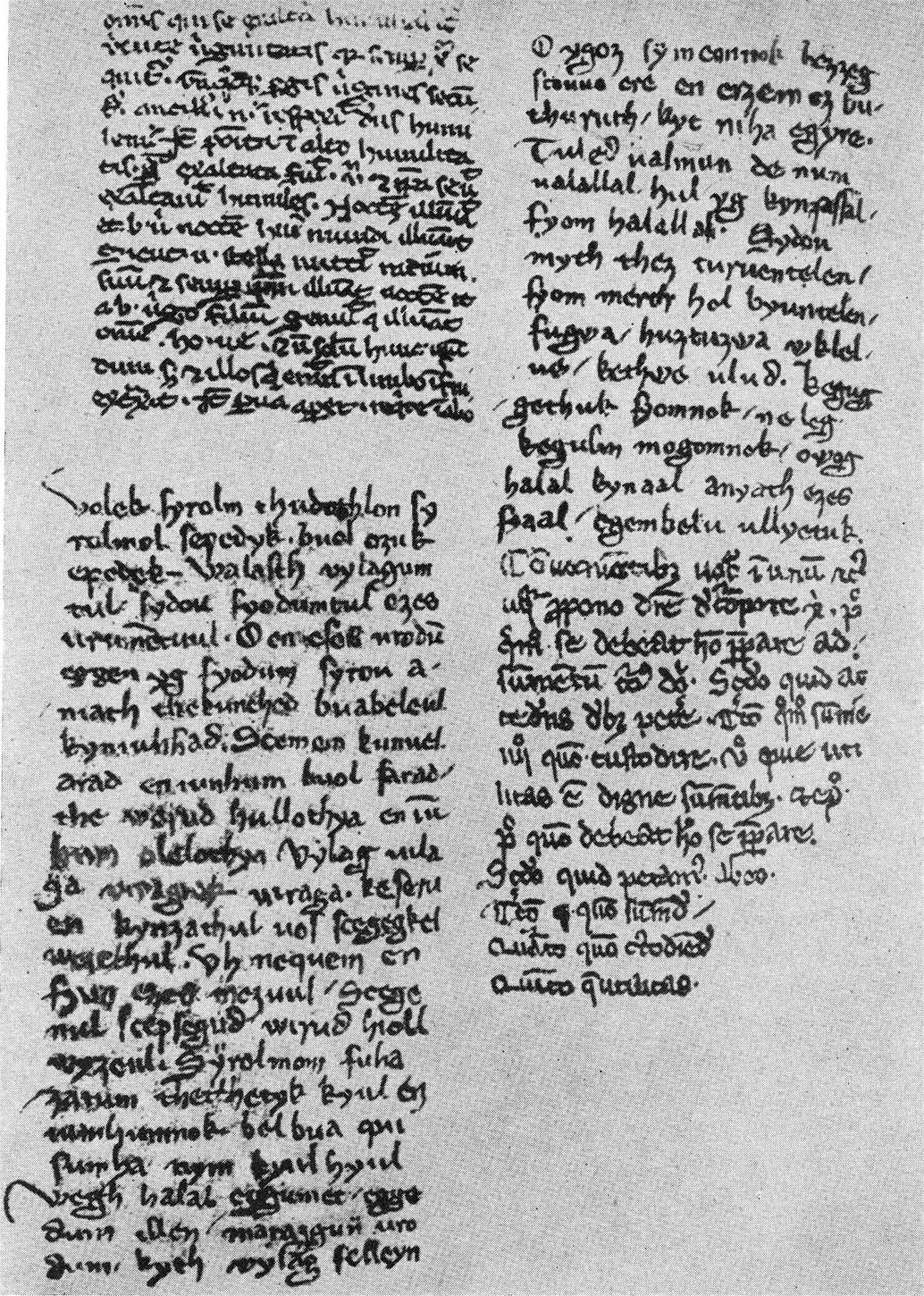
Manuscrito del poema

Las Lamentaciones de María (en húngaro Ómagyar Mária-siralom) es el poema más antiguo conservado en idioma húngaro. Fue copiado en un códice latino hacia el año 1300, aunque debió ser escrito algunos años antes. El texto es una traducción o adaptación al húngaro del poema o la secuencia Planctus ante nescia..., bastante extendida en Europa durante la Edad Media. La interpretación de las Lamentaciones todavía es motivo de debate en la filología húngara, en especial porque el sentido de determinadas frases o palabras es todavía incierto.

## El texto del poema
| Texto original                                                                                    | Pronunciación (según Dezső Pais)                                                                        | Húngaro moderno (según Ferenc Molnár)                                                                                | Traducción al español |
| ------------------------------------------------------------------------------------------------- | --- | --- | --- |
| Volek syrolm thudothlon syrolmol sepedyk. buol ozuk epedek.                                       | Volék sirolm tudotlon. Sirolmol sepedik, buol oszuk, epedek,                                            | Nem ismertem a siralmat, Most siralom sebez, Fájdalom gyötör, epeszt.                                                | No conocía todavía el lamento, Ahora el lamento es una herida abierta, El dolor lacera, languidece.                                        |
| Walasth vylagumtul sydou fyodumtul ezes urumemtuul.                                               | Választ világumtuul, zsidou fiodumtuul, ézes ürümemtüül.                                                | Zsidók világosságomtól, Elválasztanak fiamtól, Édes örömemtől.                                                       | Judíos, de mi luz, me separan de mi hijo, mi dulce delicia.                                                                                |
| O en eses urodum eggen yg fyodum, syrou aniath thekunched buabeleul kyniuhhad.                    | Ó én ézes urodum, eggyen-igy fiodum, sírou anyát teküncsed, buabeleül kinyuhhad!                        | Én édes Uram, Egyetlenegy fiam, Síró anyát tekintsed, Fájdalmából kivonjad!                                          | Oh, mi dulce Señor, Mi único hijo, mira a esta madre llorosa. ¡Apártala del dolor!                                                         |
| Scemem kunuel arad, en iunhum buol farad the werud hullothya en iunhum olelothya                  | Szemem künyüel árad, junhum buol fárad. Te vérüd hullottya én junhum olélottya.                         | Szememből könny árad, Szívem kíntól fárad, Te véred hullása, Szívem alélása.                                         | De mis ojos caen las lágrimas, mi corazón sufre por el tormento, tu sangre cae, mi corazón languidece.                                     |
| Vylag uilaga viragnac uiraga. keseruen kynzathul uos scegegkel werethul.                          | Világ világa, virágnak virága, keserüen kinzatul, vos szegekkel veretül!                                | Világ világa, Virágnak virága, Keservesen kínoznak, Vasszegekkel átvernek!                                           | Luz del mundo, Flor de flores, te torturan amargamente, ¡te atraviesan con clavos de hierro!                                               |
| Vh nequem en fyon ezes mezuul Scegenul scepsegud wirud hioll wyzeul.                              | Uh nekem, én fiom, ézes mézüül, szégyenül szépségüd, vírüd hioll vizeül.                                | Jaj nekem, én fiam, Édes, mint a méz, Megrútul szépséged, Vízként hull véred!                                        | ¡Ay de mí, hijo mío, dulce como la miel, tu belleza convertida en fealdad, tu sangre cae como el agua!                                     |
| Syrolmom fuhazatum therthetyk kyul en iumhumnok bel bua qui sumha nym kyul hyul                   | Sirolmom, fuhászatum tertetik kiül, én junhumnok bel bua, ki sumha nim hiül.                            | Siralmam, fohászkodásom Láttatik kívül, Szívem belső fájdalma Soha nem enyhül.                                       | Mi lamento, mi plegaria, pueden verse desde fuera; el dolor interno de mi corazón nunca amaina.                                            |
| Wegh halal engumet eggedum illen maraggun urodum, kyth wylag felleyn                              | Végy halál engümet, eggyedűm íllyen, maraggyun urodum, kit világ féllyen!                               | Végy halál engemet, Egyetlenem éljen, Maradjon meg Uram, Kit a világ féljen!                                         | Llévame, muerte, deja que viva mi único hijo, ¡sálvale, mi Señor, a quien el mundo debería temer!                                          |
| O ygoz symeonnok bezzeg scouuo ere en erzem ez buthuruth kyt niha egyre.                          | Ó, igoz Simeonnok bezzeg szovo ére: én érzem ez bútürüt, kit níha egíre.                                | Ó, az igaz Simeonnak Biztos szava elért, Érzem e fájdalom-tőrt, Amit egykor jövendölt.                               | ¡Oh, la palabra del justo Simeón me ha alcanzado, siento esta daga de dolor, lo que él hace tiempo predijo.                                |
| Tuled ualmun de num ualallal hul yg kynzassal, Fyom halallal.                                     | Tüüled válnum; de nüm valállal, hul igy kinzassál, fiom, halállal!                                      | Ne váljak el tőled, Életben maradva, Mikor így kínoznak Fiam, halálra!                                               | ¡Que no me separen de ti, dejándome con vida, mientras a ti te atormentan, hijo mío, hasta la muerte!                                      |
| Sydou myth thez turuentelen fyom merth hol byuntelen fugwa huztuzwa wklelue kethwe ulud.          | Zsidou, mit téssz türvéntelen, Fiom mert hol biüntelen. Fugvá, husztuzvá, üklelvé, ketvé ülüd!          | Zsidó, mit tész, törvénytelen! Fiam meghal, de bűntelen! Megfogva, rángatva, Öklözve, megkötve Ölöd meg!             | ¡Judíos, no hay justicia en vuestra acción! Mi hijo murió, pero es inocente. Lo apresasteis, lo atasteis, lo encadenasteis, ¡lo matasteis! |
| Keguggethuk fyomnok ne leg kegulm mogomnok owog halal kynaal anyath ezes fyaal egembelu ullyetuk. | Kegyüggyetük fiomnok, ne légy kegyülm mogomnok! Ovogy halál kináal anyát ézes fiáal egyembelű üllyétük! | Kegyelmezzetek meg fiamnak, Ne legyen kegyelem magamnak, Avagy halál kínjával, Anyát édes fiával Együtt öljétek meg! | Tened piedad de mi hijo, no de mí, o con el tormento de la muerte, a la madre con su hijo, ¡matadnos juntos!                               |

- Datos: Q777400